# Panglima Sahman
Panglima Sahman is een bestuurslaag in het regentschap Subulussalam van de provincie Atjeh, Indonesië. Panglima Sahman telt 358 inwoners (volkstelling 2010).